# Ken Hill's Phantom of the Opera
Ken Hill's Phantom of the Opera è un musical del 1984 ideato dal commediografo inglese Ken Hill, tratto dal romanzo omonimo di Gaston Leroux.

## Storia dello spettacolo
Una prima versione (ancora molto lontana da quella definitiva), intitolata semplicemente The Phantom of the Opera, viene messa in scena nel 1976 a Lancaster con testi di Hill, musiche moderne di Ian Harmit (alternate a brani tratti dal Faust di Gounod) e regia di John Blackmore ed è considerata la prima significativa versione musicale del celebre romanzo.
Nonostante un discreto successo, lo spettacolo cade presto nell'oblio, finché, nel 1984, Hill decide di presentarne una nuova versione, con alcune significative modifiche nel libretto e sostituendo le musiche di Harmit con melodie tratte da arie operistiche di autori quali Gounod, Verdi, Offenbach, Von Weber e Donizetti.
La nuova produzione ottiene un notevole successo, e viene particolarmente apprezzata da Andrew Lloyd Webber, che si dice ne abbia preso spunto per la propria versione.
Lo spettacolo viene quindi presentato a Saint Louis nel 1987 (con protagonista Sal Mistretta), e successivamente, in una nuova versione prodotta da Jonathan Reinis, in un fortunato tour negli Stati Uniti, continuando a perfezionare la partitura e il libretto. Una nuova aria (su musiche di Dvorak) è stata aggiunta nel 1991 per la prima edizione giapponese, ed ulteriori modifiche sono state fatte nel corso degli anni in occasione delle varie riprese dello spettacolo succedutesi, in vari paesi, a partire dal 1992.
Nel 1991 lo spettacolo è stato presentato anche nel West End con il titolo definitivo Ken Hill's Phantom of the Opera, utilizzando ufficialmente da allora per distinguerlo dalla più celebre versione di Lloyd Webber, ma, nonostante un'ottima accoglienza da parte della critica (incluse due nomination agli Olivier Awards), non è riuscito ad ottenere il successo sperato.
Ne esiste una registrazione in studio del 1993.

## Legami con la versione di Andrew Lloyd Webber
Nel 1984 il compositore Andrew Lloyd Webber e il produttore Cameron Mackintosh si interessano allo spettacolo di Hill, ipotizzando di produrne una possibile versione ad alto budget da presentare nei teatri del West End.
Ben presto tuttavia, Lloyd Webber inizia a lavorare autonomamente allo spettacolo, decidendo di creare un musical ex novo (con la collaborazione del librettisti Charles Hart e Richard Stiloge), escludendo Hill dal progetto.
Dal punto di vista del libretto, vi sono comunque diverse affinità tra i due spettacoli, sebbene la versione di Hill appaia più vicina al romanzo originale.
Lo spettacolo di Hill è stato portato sulla scena con regie diverse, alcune delle quali hanno preso diversi spunti dalla messinscena dello spettacolo di Lloyd Webber curata da Harold Prince.
A causa della fama dello spettacolo "rivale", la versione di Hill non ha mai goduto di grande fortuna nei centri più importanti (Broadway; West End), ma è riuscita a ritagliarsi uno spazio nei teatri periferici guadagnandosi un certo seguito di fan e un buon successo commerciale.

## Brani

### Primo atto
- Welcome Sir I'm So Delighted
- Accursed All Base Pursuit Of Earthly Pleasure
- How Dare She
- Late Last Night I'm In The Cellars
- All Of My Dreams Faded Suddenly
- While Floating High Above
- She Says She's Got The Nodules
- What Do I See )
- To Pain My Heart Selfishly Dooms Me

### Secondo atto
- Entr'Acte
- Ah! Do I Hear My Lover's Voice?
- No Sign! I See No Sign!
- Somewhere Above The Sun Shines Bright
- Born With A Monstrous Countenance
- In The Shadows, Dim And Dreary
- What An Awful Way To Perish
- The Final Drama
- Ne'er Forsake Me, Here Remain
- Ne'er Forsake Me, Here Remain (Reprise)
- He Will Not Go Without A Friend